# Cyclone Gita
Le cyclone tropical sévère Gita est un cyclone tropical de force équivalente à la catégorie 4 de l'échelle de Saffir-Simpson de la saison cyclonique 2017-2018 dans l'océan Pacifique sud. C'est la deuxième tempête nommée et le premier cyclone majeur de cette saison. Gita est née le long d'un creux de mousson au début février 2018 et qui fut classé comme perturbation tropicale le 3 février près du Vanuatu. Le système serpenta pendant plusieurs jours dans la région sans peu de développement puis se dirigea vers l'est à partir des Fidji, s'organisant en un cyclone tropical de catégorie 1 le 9 février près de Samoa. Il effectua ensuite un tournant dans le sens des aiguilles d'une montre tout en s'intensifiant rapidement en cyclone tropical sévère, dans l'échelle australienne des cyclones, le 10 février près de Niue.
Tout au long de son parcours dans le Pacifique Sud, le cyclone Gita a touché plusieurs nations et territoires insulaires. Les Tonga ont été les plus durement touchées par de graves dégâts sur les îles de Tongatapu et d'Eua. Il s'agit du plus intense cyclone tropical à toucher ce pays depuis le début des annales modernes, faisant 2 morts et 41 blessés, détruisant au moins 171 maisons et en endommageant plus de 1 100 par ses vents violents. Les pluies torrentielles et les vents dévastateurs ont provoqué des problèmes généralisés aux îles Samoa et aux Samoa américaines qui furent placées  en état d'urgence. Les îles périphériques des îles fidjiennes de Lau furent aussi fortement touchées. Wallis-et-Futuna, Niue et Vanuatu subirent un impact mineur. Finalement, la Nouvelle-Zélande fut touché par la dépression post-tropicale et a subi des inondations importantes dans certaines régions de chaque côté du détroit de Cook.

## Évolution météorologique
Le 3 février, le Service météorologique fidjien (FMS) commença à surveiller la perturbation tropicale 07F qui s'était développée dans un creux barométrique à environ 435 km au sud-est de Honiara dans les îles Salomon. Le système était mal organisé et se situait près d'une crête barométrique dans une zone de fort cisaillement vertical du vent.
Au cours des deux jours suivants, le système s'était déplacé de manière erratique près du nord du Vanuatu et est resté mal organisé, avec une convection atmosphérique située au sud de la circulation à basse altitude. Le système avait ensuite commencé à se déplacer vers le sud-est, vers les îles Fidji, et avait rencontré un environnement favorable pour le développement ultérieur. Il était ensuite passé près de la nation insulaire le 8 février où il s'était transformé en une dépression tropicale et avait commencé à se déplacer vers le nord-est vers les îles Samoa,.
Le 9 février, le Joint Typhoon Warning Center (JTWC) des États-Unis émit ses premiers avis, et l'a désigné comme cyclone tropical 09P, après qu'une image satellitaire ASCAT eut montré qu'il avait engendré des vents de 65 à 75 km/h. Le FMS a par la suite nommé le système Cyclone tropical Gita après que le bureau du National Weather Service américain à Pago Pago en eut fait la demande pour avertir les populations sous sa juridiction.
Après une période prolongée d'intensification rapide, Gita devint un cyclone tropical de catégorie 1 sur l'échelle australienne des cyclones tropicaux utilisée par le FMS, avant de passer à moins de 100 km des Samoa américaines. Après avoir passé les îles Samoa, Gita bifurqua vers le sud-est, puis vers le sud, sous l'influence d'une crête proche de l'équateur. Le 19 février, le cyclone atteignit la catégorie 3, soit cyclone tropical sévère, de l'échelle australienne tout en traversant des températures anormalement chaudes de la surface de la mer comprises entre 28 et 29 °C,.
Le 11 février, Gita avait continué à s'intensifier pour atteindre la catégorie catégorie 4. Au même moment, le système se dirigeait vers l'ouest sous l'influence d'une crête subtropicale juste au sud de celui-ci. Vers 10 h UTC (23 h local) le 11 février, le cyclone était passé à environ 30 km au sud de Tongatapu, près de son intensité maximale, comme un puissant cyclone de catégorie 4 autant sur l'échelle australienne que l'échelle de Saffir-Simpson utilisée par JTWC. Les vents soutenus sur 10 minutes étaient de 200 km/h et sur une minute de 230 km/h. Cela faisait de Gita le cyclone tropical le plus intense à frapper Tonga dans les annales modernes. 
Gita a poursuit ensuite sa trajectoire vers l'ouest, atteignant même la catégorie 5 de l'échelle australienne (mais toujours de catégorie 4 dans celle de Saffir-Simpson). Le 14 février, le cyclone avait ainsi une pression centrale estimée à 928 hPa et des vents soutenus 206 km/h sur 10 minutes, avec des rafales pouvant atteindre 285 km/h. Il était à 220 kilomètres au sud de Kadavu (Fidji). Le 15 février en après-midi, Gita était toujours un cyclone de catégorie 4, passant au sud-ouest de Kadavu, mais affaiblissant avec des vents soutenus sur dix minutes estimés à 167 km/h et une pression centrale de 950 hPa. Le cyclone se dirigeait vers l'ouest et est passé au sud de la Nouvelle-Calédonie le 17 février. Il s'est ensuite mis à recourber vers le sud et le 18 février, Gita était devenu de catégorie 2 dans l'échelle australienne.
Le 19 février, le cyclone est devenu extra-tropical, perdant graduellement de son intensité mais augmentant en diamètre en se dirigeant vers la Nouvelle-Zélande. L'intense dépression restante donna de fortes pluies dès mardi le 20 février sur certaines parties de ce pays avant que son centre ne traverse de l'autre côté de l'île du Sud la nuit suivante. Alors que la plupart des conditions météorologiques sévères associées au reste de Gita s'étaient apaisées 21 février au matin, l'Est de l'Otago continuait de recevoir de fortes pluies dans l'après-midi. De la neige est même tombée sur certaines parties plus élevées de l'île du Sud en raison de la circulation de l'air antarctique derrière le cyclone.
La dépression est ensuite allée se perdre en direction de l'océan antarctique.

## Préparatifs
Aux îles Tonga, environ 5 000 personnes se sont dirigés vers les refuges avant l'arrivée du cyclone tropical et le courant électrique fut coupé par mesure de prudence,.
En Nouvelle-Calédonie, la plupart des touristes de l'île des Pins, au sud-est de Grande Terre, furent évacuées vers  Nouméa le 16 février. Ceux-qui restèrent reçurent de l'eau, des bougies, des allumettes et des lampes torches pour passer la nuit. Plusieurs édifices municipaux servirent de refuge et tous les commerces fermèrent, ainsi que l'aéroport de Magenta, sur l'île des Pins et sur le sud de Grande Terre.
Alors que le cyclone Gita menaçait de frapper la Nouvelle-Zélande en tant que fort cyclone extra-tropical, le MetService de Nouvelle-Zélande avait émis des avertissements de fortes pluies et des avertissements de vents violents couvrant une vaste étendue du pays,. Il était suggéré aux campeurs, aux randonneurs et aux plaisanciers dans la région de Marlborough Sounds d'évacuer, et les résidents furent prévenus que les communications pourraient être coupées par la tempête. Plusieurs écoles de la région de Nelson furent fermées ainsi que celles des districts de Buller et Grey sur la côte ouest,. Air New Zealand annula un certain nombre de vols le 20 février.

## Impact

### Samoa
Le cyclone Gita apporta des pluies torrentielles les 8 et 9 février aux Samoa et l'état d'urgence fut déclaré le 10 février. La région la plus touchée est celle autour d'Apia où il est tombé plus de 350 mm durant la nuit ce qui fit déborder plusieurs rivières et inonda plusieurs maisons,. Au moins 233 personnes durent rejoindre un refuge. Des glissements de terrain et les inondations rendirent plusieurs routes impraticables. Les communications furent aussi brièvement interrompues avec la côte sud d'Upolu. Les dommages au réseau électrique atteignirent le 10 millions $US.

### Samoa américaines
Aux Samoa américaines, un creux de mousson engendra jusqu'à 432 mm de précipitations dans certaines parties des îles, pendant les deux jours précédant l'arrivée de Gita. De multiples cours d'eau avaient débordé et nécessité des évacuations dans le village de Malaeloa. Des glissements de terrain furent signalés à Avau, Amanave et Poloa.
Gita atteignit ces îles le 9 février, apportant de nouveau de la pluie et des vents violents, endommageant les maisons sur Nu'uuli, Tafuna et Tutuila. Les vents déchirèrent les toits, abattirent des arbres et coupèrent les lignes électriques. Environ 90 % de Tutuila se retrouva sans électricité et sans eau potable. Le bureau du National Weather Service à Pago Pago s'était retrouvé sans courant électrique et celui d'Honolulu, Hawaï, avait dû prendre la relève. Les accumulations de pluie à Pago Pago dépassèrent 155 mm. Plus de 800 personnes durent quitter leur habitation dans ce territoire outre-mer des États-Unis et l'aéroport de Pago Pago a suspendu toute activité durant la tempête.
Un Lockheed AC-130 de la Garde côtière survola le territoire pour répertorier les dégâts et un petit groupe de l'Agence fédérale de gestion des urgences (FEMA) fut déployé. Le président des États-Unis, Donald Trump, déclara l'état d'urgence le 11 février. Les responsables de la santé conseillèrent aux résidents de faire bouillir l'eau pour faire face au risque accru de propagation de fièvre dengue. Les dégâts furent estimés à 10 millions $US le 23 février.

### Tonga
Frappant Tonga le 12 février, le cyclone Gita fut accompagné de vents destructeurs à l'île principale de Tongatapu. Les rapports initiaux signalèrent 119 maisons détruites et 1 131 autres endommagées, principalement à Nukuʻalofa,. De nombreuses régions furent laissées sans eau potable et sans électricité. De nombreuses structures ont perdu leur toit au plus fort de la tempête, les plus anciennes subissant les dégâts les plus importants, notamment le bâtiment du Parlement des Tonga construit il y a plus de 100 ans et qui fut rasé,. L'aéroport international Fuaʻamotu a subi aussi des dommages ce qui a incité les autorités à le garder fermé. À travers l'île, 3 personnes subirent des blessures graves tandis que 30 autres s'en tirèrent avec des blessures mineures. Une femme âgée est morte en essayant de trouver un abri après que sa maison eut été détruite. Une autre personne est décédée d'une crise cardiaque à Fua'amotu, possiblement liée à la tempête.
Sur l'île voisine d'Eua, la tempête a causé d'importants dégâts. Comme à Tongatapu, les structures plus anciennes subirent de graves dommages, tandis que les bâtiments plus récents ont bien résisté. Cinquante-deux maisons furent complètement détruites sur l'île et huit personnes furent blessées, dont une sévèrement. Les cultures ont aussi été largement détruites.
Immédiatement après le passage du cyclone, un couvre-feu fut imposé à l'ensemble des Tonga. Le personnel des Forces armées tongiennes a secouru les gens pendant la tempête et a commencé à dégager les routes dès le matin du 13 février. Le porte-parole du Bureau national de gestion des urgences, Graham Kenna, qualifia Gita de « pire situation au cours de sa carrière de 30 ans ». Le député Lord Fusitu'a a décrit l'impact comme le pire depuis au moins le passage du cyclone Isaac en 1982.
Le 13 février, l'Australie a fourni 350 000 dollars australiens (275 000 dollars américains) en fournitures d'urgence par l'intermédiaire de la Royal Australian Air Force (RAAF) pour venir en aide à plus de 2 000 personnes. L'Australie avait également envoyé des fournitures humanitaires à la Croix-Rouge des Tonga et deux spécialistes humanitaires furent déployés pour aider le Bureau national de gestion des situations d'urgence des Tonga. Un expert médical avait également assisté Tonga pour évaluer l'infrastructure sanitaire. La Nouvelle-Zélande a fourni une assistance de 750 000 dollars néo-zélandais (545 000 dollars américains).
Le 20 février, le gouvernement des Tonga a reçu un paiement de 3,5 millions de dollars US de la Pacific Insurance Capital Insurance Company (PCRIC) avec laquelle elle avait contracté une police en cas de cyclone tropical, permettant un financement rapide pour soutenir les efforts de secours aux sinistrés. Les Tonga sont l'un des cinq pays insulaires du Pacifique ainsi assurés auprès de PCRIC pour les catastrophes climatiques et sismiques avec une stipulation de remboursement dans les 10 jours suivant un événement déclencheur.

### Fidji
Le 13 février, le centre de Gita est passé à environ 60 km au sud d'Ono-i-Lau dans l'archipel de Lau des Fidji. Des vents soutenus maximaux de 126 km/h,  avec des rafales à 156 km/h furent enregistrés sur l'île et les inondations causées par l'onde de tempête y ont précédé de plusieurs heures le cœur du cyclone.
Les communications avec les îles de Ono-i-Lai et Vatoa furent perturbées pendant environ une journée, Dans les deux îles, 10 maisons furent détruites et 26 autres endommagées. De nombreuses autres structures subirent des dommages à leur toiture et les cultures furent dévastées.

### Nouvelle-Calédonie
Gita est passé à 150 km au sud de l'archipel des Pins où il a donné des rafales à 130 km/h et des pluies allant de 100 à 200 mm dans les zones montagneuses, équivalent à 2 mois de précipitations, provoquant quelques inondations locales. Une importante houle cyclonique avec des vagues de 6 mètres a causé des submersions côtières locales.
En mer, le passage du cyclone provoqua des dégradations sur l’épave en cours de démantèlement du Kea Trader, rendant nécessaire des opérations de prévention de la pollution maritime.

### Nouvelle-Zélande
En Nouvelle-Zélande, le centre de la dépression extra-tropicale passa sur le nord de l'île du Sud, affectant particulièrement la région de part et d'autre du détroit de Cook qui sépare les deux îles principales formant ce pays. Les vents furent entre 100 et 140 km/h à plusieurs endroits. Les rafales maximales furent notées à Stephens Island dans Marlborough Sounds sur l'île du Sud avec 144 km/h et à Rimutaka Hill sur l'île du Nord avec 131 km/h. Dans les grands centres urbains, les rafales ont atteint 109 km/h à Kelburn dans la région de Wellington et 109 km/h à Le Bons Bay dans celle de Christchurch. Les accumulations de pluie ont varié entre 50 et 150 mm avec le plus grand total à une station de montagne dans les Hundalee Ranges au sud de Kaikoura (296,5 mm). Derrière le système, la pluie s'est changée en neige dans les régions montagneuses de Crown Range de la région d'Otago. Les vagues le long de la côte ouest de l'île du Nord furent importantes avec une hauteur de 7,9 m rapporté à Port Taharoa et 8,3 m à Port Taranaki (avec une vague scélérate de 15 mètres). 
La pluie provoqua des inondations et les vents violents causèrent des dommages, ces derniers laissant des milliers de personnes sans électricité. Jusqu'à 1 000 personnes furent bloquées à Golden Bay sur l'île du Sud en raison des inondations et des glissements de terrain. Ainsi la route de Takaka Hill, qui relie la région à Christchurch, fut coupée en plusieurs endroits et le trafic ne reprit que le 25 février sur une seule voie. La gravité des dégâts fut exacerbée par les pratiques forestières dans la région. Des résidents de Nelson se plaignirent que les débris de coupe qu'elles génèrent se retrouvent dans les cours d'eau, limitant leur débit et diminuant la possibilité d'évacuation des fortes précipitations laissées par Gita (jusqu'à 177 mm dans ce secteur). Christchurch a cependant largement échappé aux inondations, ayant reçu environ la moitié de la quantité de pluie prévue à l'origine.
De même, environ 40 touristes chinois furent pris au piège dans la ville de Whataroa, sur la côte ouest de l'île du Sud, et ont dû passer la nuit dans leurs bus après la fermeture des routes en raison de conditions dangereuses.